# Llandudno (Città del Capo)
Llandudno è un sobborgo residenziale di Città del Capo in Sudafrica, situato sulla costa atlantica della penisola del Capo. La spiaggia di Llandudno, circondata da grandi blocchi di granito e sovrastata dalle montagne, è una delle più belle di tutta Città del Capo.

## Galleria d'immagini

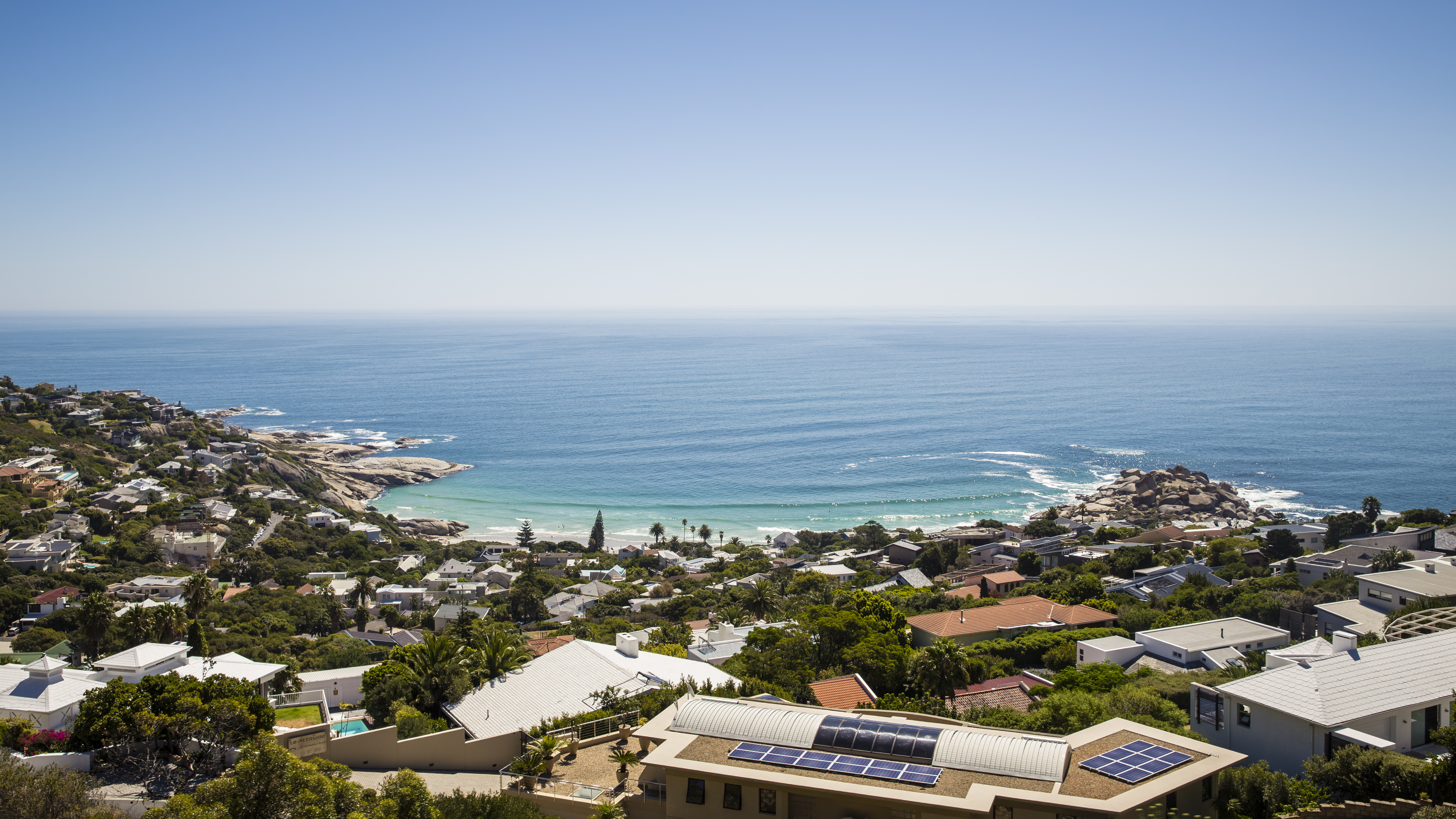
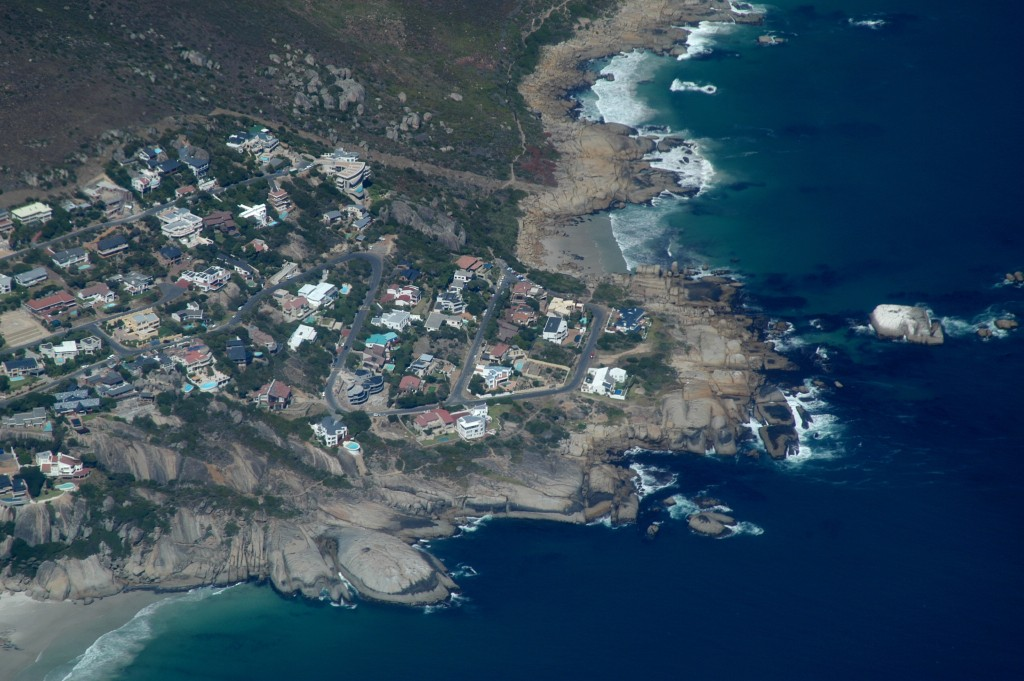
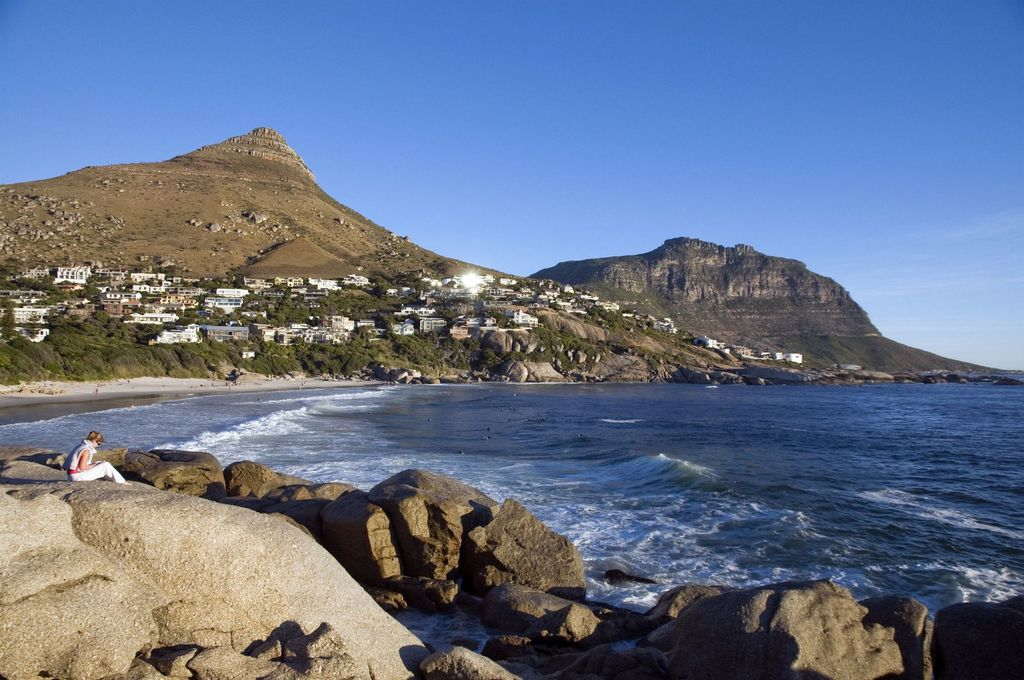
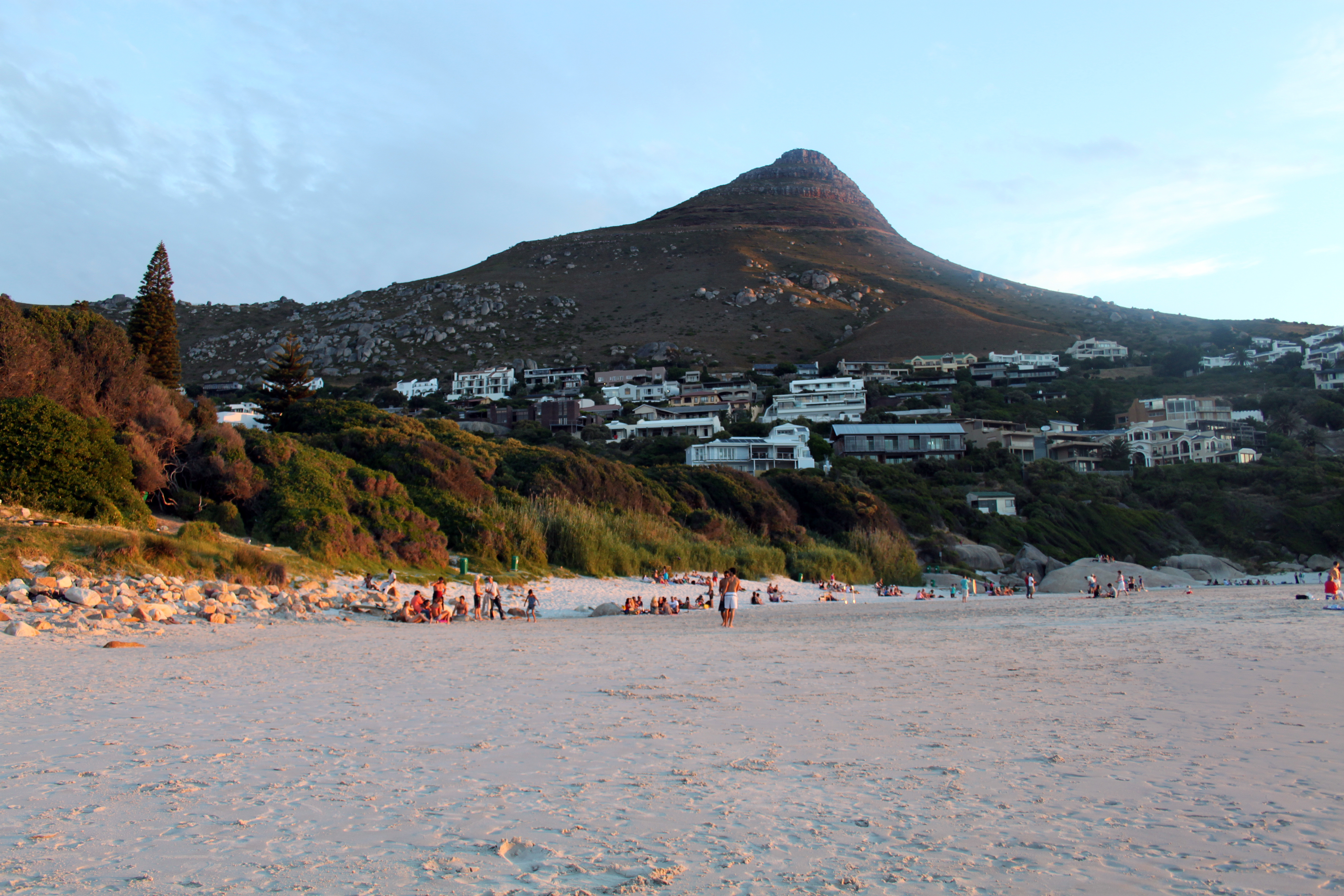